# Calabar
Calabar je město v jihovýchodní Nigérii. Má přibližně 460 000 obyvatel (630 000 včetně aglomerace) a je hlavním městem státu Cross River. Většinu obyvatel tvoří Efikové.
Předchůdcem Calabaru bylo domorodé město Akwa Akpa. Od sedmnáctého století byl Calabar střediskem obchodu s otroky. Vyvážel se odtud také palmový olej, maniok, dřevo a ryby. Usadili se zde misionáři, v roce 1884 byl vyhlášen britský protektorát a Calabar byl sídlem koloniálních úřadů až do roku 1908, kdy se hlavním městem stal Lagos.
Město je obklopeno deštným pralesem, kde roste puchýřnatec jedovatý (calabar bean). Nachází se v něm velký přístav a zóna volného obchodu, sídlí zde University of Calabar a škola vojenského námořnictva. Calabar je i významným centrem turistického ruchu, nachází se zde botanická zahrada a muzeum otrokářství. Žil zde v exilu liberijský diktátor Charles Taylor. Město je také proslulé svým vánočním festivalem.